# Bartłomiej Sienkiewicz

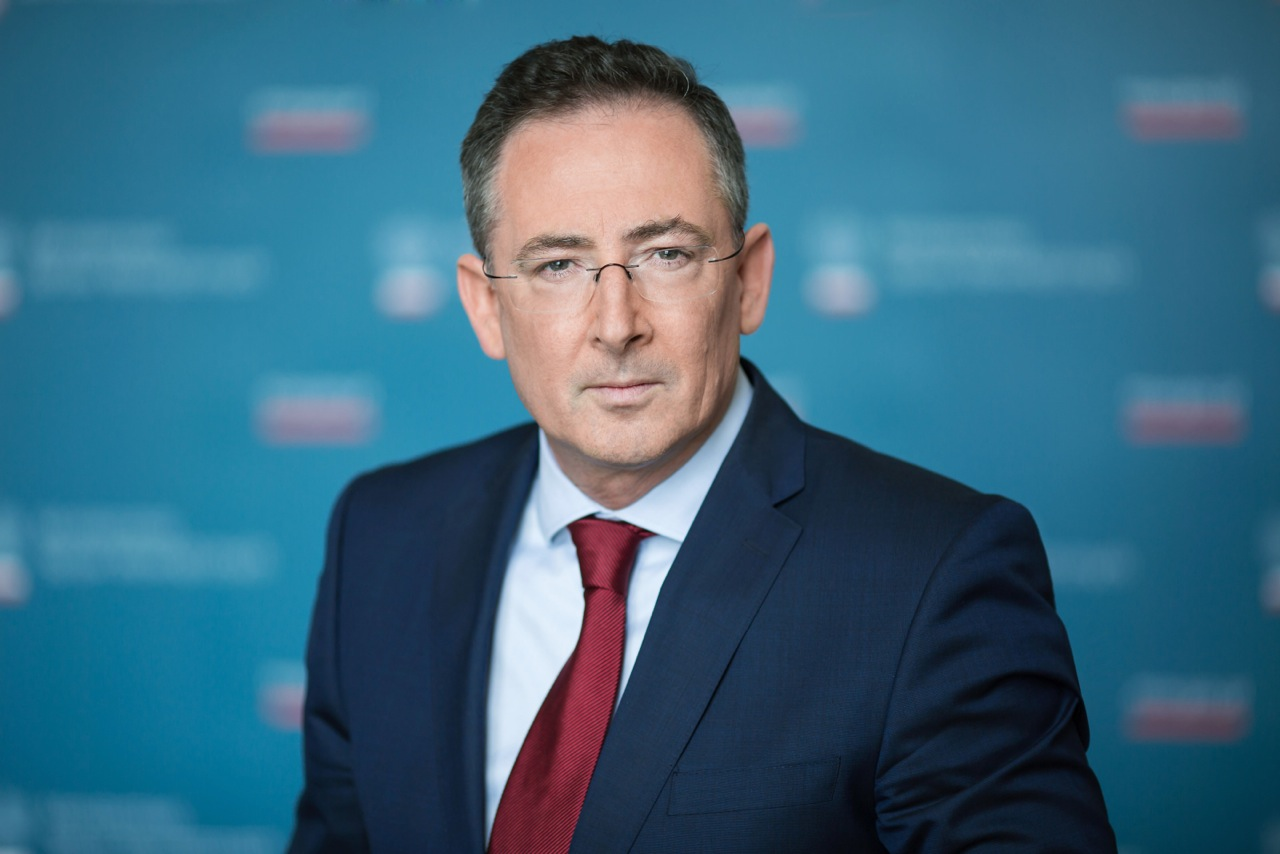
Bartłomiej Sienkiewicz

Bartłomiej Henryk Sienkiewicz (ur. 29 lipca 1961 w Kielcach) – polski historyk, publicysta i polityk. W latach 1990–2002 funkcjonariusz Urzędu Ochrony Państwa, oficer tej służby w stopniu podpułkownika, współtwórca Ośrodka Studiów Wschodnich (1990). W latach 2013–2014 minister spraw wewnętrznych i koordynator służb specjalnych, poseł na Sejm IX i X kadencji, w latach 2023–2024 minister kultury i dziedzictwa narodowego, poseł do Parlamentu Europejskiego X kadencji.

## Życiorys

### Działalność w okresie PRL
Jest synem Juliusza (1932–2021) i Aliny z domu Korzeniowskiej (1936–2016) oraz prawnukiem Henryka Sienkiewicza.
W latach 80. współpracował z opozycją demokratyczną. Od 1981 związany z Niezależną Oficyną Studentów w Krakowie, zajmował się drukiem i dystrybucją wydawnictw drugiego obiegu. Działał w Niezależnym Zrzeszeniu Studentów, gdzie m.in. był członkiem redakcji „Biuletynu Niezależnego Zrzeszenia Studentów”. W styczniu 1982 został zatrzymany i przez 3 dni osadzony jako podejrzany o „utrudnianie postępowania karnego” (sprawa została umorzona). W latach 1987–1988 był trzykrotnie karany grzywną przez kolegia do spraw wykroczeń za udział w zajściach ulicznych, „zakłócenia porządku publicznego” i kolportaż ulotek. W 1988 znalazł się w komitecie organizacyjnym Międzynarodowej Konferencji Praw Człowieka w Krakowie. W 1988 był jednym z sygnatariuszy deklaracji Tezy programowe środowiska «Czas przyszły», przygotowanej przez grupę działaczy Ruchu Wolność i Pokój skupioną wokół Jacka Czaputowicza i pisma „Czas Przyszły”.
W 1987 ukończył studia na Wydziale Filozoficzno-Historycznym Uniwersytetu Jagiellońskiego.

### Działalność zawodowa w III RP
Był funkcjonariuszem Urzędu Ochrony Państwa od powołania tej instytucji w 1990 do jej rozwiązania w 2002. Pełnił funkcję głównego doradcy zarządu wywiadu UOP, był też w składzie kierownictwa komórek analitycznych urzędu. Służbę zakończył w stopniu podpułkownika. Był współpracownikiem ministrów spraw wewnętrznych Krzysztofa Kozłowskiego i Andrzeja Milczanowskiego.
Współzałożyciel Ośrodka Studiów Wschodnich, był jego wicedyrektorem zajmującym się problematyką wschodnią (1991–1993, 1995–2001), został też przewodniczącym rady tej instytucji. Po odejściu ze struktur administracji państwowej prowadził własną działalność gospodarczą w branży analitycznej. Został stałym współpracownikiem „Tygodnika Powszechnego”, a także publicystą prasy codziennej. W 2012 był nominowany do nagrody Grand Press w kategorii „publicystyka” za swój tekst Ambaras z polskością.
Wykładał w Akademii Obrony Narodowej w Warszawie. Był również członkiem rady Polskiego Instytutu Spraw Międzynarodowych oraz członkiem rady Centralnego Ośrodka Szkolenia Agencji Bezpieczeństwa Wewnętrznego.

### Działalność polityczna w III RP
25 lutego 2013 objął stanowisko ministra spraw wewnętrznych w rządzie Donalda Tuska. Objął także funkcję koordynatora służb specjalnych – 28 lutego 2013 prezes Rady Ministrów przekazał mu nadzór i zadanie koordynowania działań Agencji Bezpieczeństwa Wewnętrznego, Agencji Wywiadu, CBA oraz wywiadu i kontrwywiadu wojskowego.
W czerwcu 2014 tygodnik „Wprost” ujawnił nielegalnie nagraną rozmowę z lipca 2013 pomiędzy Bartłomiejem Sienkiewiczem a Markiem Belką i Sławomirem Cytryckim, której przedmiotem były m.in. zmiany w ustawie o NBP i ewentualna zmiana ministra finansów. 22 września 2014 zakończył urzędowanie na stanowisku ministra. Od lutego do czerwca 2015 był dyrektorem Instytutu Obywatelskiego, think tanku Platformy Obywatelskiej.
W wyborach w 2019 uzyskał mandat posła na Sejm IX kadencji, kandydując jako lider listy Koalicji Obywatelskiej w okręgu kieleckim i otrzymując 35 009 głosów. Po wyborach przystąpił do PO, a w styczniu 2020 zgłosił swoją kandydaturę na przewodniczącego partii. W wyniku głosowania w tym samym miesiącu zajął ostatnie miejsce wśród czterech kandydatów.
W 2023 kandydował do Sejmu z ramienia KO z pierwszego miejsca w okręgu krakowskim. Uzyskał poselską reelekcję, zdobywając 95 873 głosy. 12 grudnia 2023 Sejm X kadencji wybrał go na urząd  ministra kultury i dziedzictwa narodowego w trzecim rządzie Donalda Tuska. Następnego dnia został przez prezydenta RP Andrzeja Dudę powołany na to stanowisko.
19 grudnia 2023 jako przedstawiciel Skarbu Państwa odwołał dotychczasowych członków rad nadzorczych oraz zarządów Telewizji Polskiej, Polskiego Radia i Polskiej Agencji Prasowej, a także powołał nowe rady nadzorcze, które wyłoniły nowe zarządy tych instytucji. Działania te zostały ocenione jako niezgodne z prawem, m.in. przez środowiska związane z Prawem i Sprawiedliwością. Wątpliwości co do podstaw prawnych tych działań (przy jednoczesnym skrytykowaniu dotychczasowego funkcjonowania wskazanych instytucji) zgłosiła również Helsińska Fundacja Praw Człowieka. Jeszcze w tym samym miesiącu, po zawetowaniu przez prezydenta ustawy okołobudżetowej przewidującej możliwość dofinansowania mediów publicznych, Bartłomiej Sienkiewicz podjął decyzję o postawieniu w stan likwidacji TVP,  Polskiego Radia oraz PAP, wyznaczając również likwidatorów. W styczniu 2024 sąd rejestrowy odmówił wpisania do Krajowego Rejestru Sądowego członków organów powołanych 19 grudnia 2023, wskazując na formalną właściwość w tej mierze Rady Mediów Narodowych.
Przed wyborami do Parlamentu Europejskiego w 2024 otrzymał pierwsze miejsce na liście KO w okręgu małopolsko-świętokrzyskim, w związku z czym złożył rezygnację z pełnienia funkcji rządowej. Ze stanowiska ministra został odwołany 13 maja 2024. W wyniku głosowania z czerwca 2024 uzyskał mandat europosła X kadencji (otrzymał 254 324 głosy). Zasiadł w Komisji Spraw Konstytucyjnych.

## Wyniki w wyborach ogólnopolskich
| Wybory | Komitet wyborczy                | Komitet wyborczy     | Organ            | Okręg            | Wynik          |
| ------ | ------------------------------- | -------------------- | ---------------- | ---------------- | -------------- |
| 2019   |                                 | Koalicja Obywatelska | Sejm IX kadencji | nr 33            | 35 009 (6,14%) |
| 2023   | Sejm X kadencji                 | Koalicja Obywatelska | nr 13            | 95 873 (12,66%)  |                |
| 2024   | Parlament Europejski X kadencji | Koalicja Obywatelska | nr 10            | 254 324 (17,08%) |                |

## Odznaczenia
- Krzyż Wolności i Solidarności – 2015[38]
- Odznaka Honorowa „Bene Merito” – 2009[39]

## Życie prywatne
Jest żonaty, ma trzech synów i córkę.